# Химин Яр
Химин Яр — овраг и сезонный водоток в России, протекает по Богучарскому району Воронежской области. Правый приток балки Гончариха.

## География
Химин Яр берёт начало западнее посёлка Вишнёвый. Течёт на юго-восток. Устье реки находится в 3,3 км по правому берегу балки Гончариха. Длина реки составляет 10 км, площадь водосборного бассейна — 20,6 км².

## Данные водного реестра
По данным государственного водного реестра России относится к Донскому бассейновому округу, водохозяйственный участок реки — Дон от города Павловск и до устья реки Хопёр, без реки Подгорная, речной подбассейн реки — бассейны притоков Дона до впадения Хопра. Речной бассейн реки — Дон (российская часть бассейна).
Код объекта в государственном водном реестре — 05010101212107000004744.